# IC 4
IC 4 је спирална галаксија у сазвјежђу Пегаз која се налази на листи објеката дубоког неба у Индекс каталогу.
Деклинација објекта је + 17° 29' 9" а ректасцензија 0h 13m 27,0s. Привидна величина (магнитуда) објекта IC 4 износи 13,4 а фотографска магнитуда 14,1. IC 4 је још познат и под ознакама UGC 123, MCG 3-1-29, CGCG 456-40, KUG 0010+172, IRAS 00108+1712, PGC 897.